# Cissbury Ring
Cissbury Ring är en kulle i Storbritannien.   Den ligger i grevskapet West Sussex och riksdelen England, i den södra delen av landet, 70 km söder om huvudstaden London. Toppen på Cissbury Ring är 184 meter över havet, eller 87 meter över den omgivande terrängen. Bredden vid basen är 1,8 km.
Terrängen runt Cissbury Ring är huvudsakligen platt, men åt nordväst är den kuperad. Runt Cissbury Ring är det mycket tätbefolkat, med 1 411 invånare per kvadratkilometer. Närmaste större samhälle är Brighton, 17,3 km öster om Cissbury Ring. Trakten runt Cissbury Ring består till största delen av jordbruksmark.